# Шортер, Джон Гилл
Джон Гилл Шортер (англ. John Gill Shorter; 23 апреля 1818, Монтиселло, Джорджия — 29 мая 1872, Юфала, Алабама) — американский политик и государственный деятель, семнадцатый губернатор Алабамы (с 1861 по 1863 год).

## Биография
Джон Гилл Шортер родился 23 апреля 1818 года в Монтиселло в Джорджии. В 1837 году он окончил университет Джорджии и переехал в Алабаму. Его отец скупал недвижимость в городе Ирвинтон и его окрестностях, и к середине 1840-х годов их семья была одной из богатейших в округе Барбор. Джон вместе со своим братом Илаем владел успешной юридической практикой. В 1843 году он женился на Мэри Джейн Баттл.
В тот же период Шортер примкнул к Демократической партии и в 1845 году выиграл выборы в Сенат штата Алабама, где проработал один срок. В 1851 году его избрали депутатом Палаты представителей Алабамы. Через год он был назначен окружным судьёй и занимал этот пост в течение десяти лет. В этот период Шортер отошёл от джексоновской демократии и вместе с группой молодых политиков создал фракцию, выступавшую в защиту рабства и его распространение на территории, приобретённые в ходе экспансии на запад и войны с Мексикой. Он также был сторонником свободной торговли и государственных инвестиций в образование. По мнению Шортера, это должно было способствовать ослаблению зависимости Юга от Севера, противодействию противникам рабства и возможному отделению южных штатов и провозглашению ими независимости.
После избрания Авраама Линкольна президентом, Шортер присоединился к сторонникам создания Конфедеративных Штатов Америки. Позже он был выбран депутатом Временного Конгресса Конфедеративных Штатов Америки от Алабамы, участвовал в подготовке проекта конституции Конфедерации. В августе 1861 года Шортер победил на выборах губернатора штата. В инаугурационной речи он заявил о необходимости объединения алабамцев как народа, отличного от янки, и важности получения экономической, политической и социальной независимости от Севера. В то же время, в годы войны он отступил от некоторых своих принципов, в частности, выступлений в поддержку большей независимости штатов от центрального правительства.
В начале своего срока на посту губернатора Шортер вступил в конфликт с крупными рабовладельцами, требуя от них предоставлять рабочую силу для строительства укреплений и других военных объектов. Критику вызвало и его решение поддержать закон о об обязательной службе мужчин в армии Конфедерации. Он противодействовал принятию закона о регулировании цен, который в итоге был принят, но в сильно изменённом виде. Также Шортер был противником расширения государственной программы помощи семьям солдат на всех нуждающихся жителей, уступив требованиям общественности только в 1863 году. Его положение усугублялось и военной обстановкой, так как войска Союза заняли северную часть Алабамы и угрожали занять важный порт Мобил на юге штата.
На губернаторских выборах 1863 года он проиграл Томасу Уоттсу. До конца войны он выступал в качестве его советника. После её окончания Шортер вернулся в Юфалу и возобновил юридическую практику, которой занимался до своей смерти 29 мая 1872 года.